# Rameau infrapatellaire du nerf saphène
Le rameau infrapatellaire du nerf saphène (ou rameau rotulien du nerf saphène interne) est un nerf sensitif du membre inférieur.

## Origine
Le rameau infrapatellaire du nerf saphène est une branche terminale du nerf saphène.

## Trajet
Le rameau infrapatellaire du nerf saphène traverse le muscle sartorius et le fascia lata, puis se répartit sur la peau devant la rotule.
Ce nerf communique au-dessus du genou avec les branches cutanées antérieures du nerf fémoral et du côté latéral de l'articulation avec des branches du nerf cutané latéral de la cuisse.